# Крайни-Дол
Крайни-Дол (болг. Крайни дол) — село в Болгарии. Находится в Кюстендилской области, входит в общину Дупница. Население составляет 54 человека.

## Политическая ситуация
Крайни-Дол подчиняется непосредственно общине и не имеет своего кмета.
Кмет (мэр) общины Дупница — Атанас Александров Янев (независимый) по результатам выборов в правление общины.